# 侯九臣
侯九臣（？年—？年），字養直，又字元忠、歷峰。山西省翼城縣人，明朝政治人物。
嘉靖三十四年（1555年）乙卯科舉人，隆慶二年（1568年）任河南洧川縣知縣，修繕城池河堤，調山東德州州判，萬曆五年（1577年）陞任四川鄰水縣知縣，並創建城隍廟。